# یوران پرشون
یوران پرشون (انگلیسی: Göran Persson؛ زادهٔ ۲۰ ژانویهٔ ۱۹۴۹) سیاست‌مدار اهل سوئد است. او سی و یکمین نخست‌وزیر سوئد بود و بیش از ۱۰ سال (از ۲۲ مارس ۱۹۹۶ تا ۶ اکتبر ۲۰۰۶) این مقام را در اختیار داشت.